# نديم مرعشلي
نديم مرعشلي (1926 - 2 مارس 1999) هو شاعرٌ وأديبٌ وكاتبٌ سوري، كان قد عمل في بدار العلم للملايين، وتنقل بالعمل بين سوريا ولبنان وقطر. كرمته جمعية العاديات وجمعية الشهباء برعاية محافظ حلب في عام 1998.

## حياته
وُلد نديم مرعشلي بن محمد جميل في حي الأبراج بمدينة حلب عام 1926 ميلاديًا الموافق 1345 هجريًا. عاش يتيمًا حيث تُوفيت ولادته سامية طرقجي وهو صغير، فرعته جدته أمون سيريس، وتعلم القرآن على جده لأبيه محمد مرعشلي، كما تأثر بجده الكبير وحيد سيريس في رواية الشعر والأمثال. تلقى تعليمه الابتدائي في حلب، وحصل على شهادة التعليم الإعدادي عام 1943.
عمل معلمًا ثم أمينًا لصندوق بلدية القامشلي، كما عمل تاجرًا ومزارعًا ومساعدًا عدليًا في عدة مدنٍ سورية. انتقل في عام 1959 إلى بيروت، حيث عمل بدار العلم للملايين ودار الكتاب العربي. انتقل بعدها إلى قطر حيث عمل أستاذًا زائرًا لعلم الحديث في جامعة قطر. كان أيضًا عضوًا في لجنة الإشراف على «الموسوعة العربية الكبرى»، وعضوًا في لجنة تحرير «المعجم العسكري الموسوعي» عام 1987.
نظم نديم الشعر في مرحلةٍ مبكرة من حياته، حيث تصف المصادر بأنه في قصائده «بساطة وشغف بوصف الطبيعة، وفيها حس وطني. اتسمت قصائده باعتماد نظام المقطوعات متنوعة القوافي ومالت إلى اعتماد نظام الرباعيات أحيانًا، اهتم بتشكيل الصور ورسم اللوحات الشعرية، واتسم أسلوبه بالقوة ولغته». كان قد تأثر في شعره بالشاعر الصوفي محيي الدين بن عربي، حيث قال نديم:
كان نديم قد تعرض للسجن عدة مراتٍ جراء مناهضته للاحتلال الفرنسي لسوريا في أربعينيات القرن العشرين. كان نديم قد عمل أيضًا المستشار الثقافي الأول للعماد الأول مصطفى طلاس.

## مؤلفاته
كان نديم قد وضع عددًا من المؤلفات، منها:
- «اللجج الحمراء (شعر ونثر)»، 1947
- «لسان العرب المحيط»، أربعة أجزاء بالاشتراك مع يوسف خياط، 1971.[3]
- «معجم مفردات ألفاظ القرآن»، 1973
- «المفصل في تاريخ العرب قبل الإسلام»، 1973
- «الصحاح في اللغة والعلوم»، 1974
- «موسوعة الحديث النبوي الشريف» (3 مجلدات)، 1995
- المعجم العربي الأساسي، (لاروس، 1989)، مؤلفاً ومراجعاً.[4]

وله عددٌ من الأعمال المترجمة، منها:
- «ذكريات من بيت الموتى»، دوستويفسكي
- «الجريمة والعقاب»، دوستويفسكي
- «24 ساعة من حياة امرأة»، شتيفان تسفايغ
- «ماري أنطوانيت»، شتيفان تسفايغ
- «المرأتان»، ألبيرتو مورافيا
- «المتعبدة»، أونوريه دي بلزاك
- «مدرسة النساء»، أندريه جيد

كما كتب عددًا من الدراسات، ومنها:
- «الواقعية الحديثة دراسة وتحليل»، 1957
- «البحتري»، 1960
- «ابن زيدون»، 1961
- «المعتمد بن عباد»، 1962
- «عمر أبوقوس»، 1950
- «المعتمد بن عباد»، 1963

## وفاته
تُوفي في مدينة حلب بتاريخ 2 مارس (آذار) 1999 ميلاديًا الموافق 15 ذي القعدة 1419 هجريًا، عن عمرٍ ناهز 73 عامًا.
نعاهُ الأديب والشاعر محمد كمال ابن اسماعيل، قائلًا:

## قيل عنه
يقول عنه المفكر القومي العربي السوري فائز إسماعيل: «لقد كان القدوة في الثبات في المبدأ والقضية والثبات في القيم والأخلاق والثبات في العلم والمعرفة... ما ادعى يوماً وهو العالم العارف كان يعطي بنكران ذات يعمل بصمت ويهرب من الأضواء».
كما يقول عنه العالم والمحقق اللغوي محمود فاخوري: «عرفت الأديب نديماً منذ بضعة عشر حولاً خلت زرته فيها غير مرة فما من وقت زرته فيه إلا وجدته منكباً على الدراسة والبحث والتدقيق تحف به الكتب من كل حدب وصوب وقد اثبت هنا وهناك يمنة ويسرى على الرفوف وفوق الأرائك وتحتها وهو غارق وسط ذلك كله هذا هجيراه آناء الليل وأطراف النهار».
وأيضًا قيل عنه في الكلمة التأبينية التي ألقيت في دار الكتب الوطنية بتاريخ 15 نيسان (أبريل) 1999: «إنه نديم مرعشلي الإنسان الموقف الذي لم يعرف عنه أنه رمى حجراً في نبع سبق له أن استقى منه أو أنه تراشق الحجارة مع رفاق الأمس أو أنه تنكر لماضيه لذا ظلَّ موضع احترام الجميع وتقديرهم ومحافظاً على مساحة ود وصلة إخاء برفاق الأمس».